# عائشة اليحيى
عائشة اليحيى (1950  -)، إعلامية كويتية. عملت في إذاعة الكويت، وهي خريجة جامعة الكويت قسم اللغة العربية. درست في مدرسة «المرقاب المتوسطة» ، وكانت تحرص على إلقاء الشعر في الإذاعة المدرسية ، التحقت في جامعة الكويت فتخرجت منها عام 1974 في كلية الآداب بقسم اللغة العربية وآدابها، والتحقت بوزارة الإعلام للعمل بوظيفة محررة صحفية في مجلة الكويت.